# Paolino Ranieri
Paolino Ranieri (Sarzana, 5 settembre 1912 – Sarzana, 3 giugno 2010) è stato un politico e partigiano italiano.

## Biografia
Paolino nacque da padre manovale, che lo lasciò orfano a quindici mesi, e da madre che gestiva una merceria. In seguito si recò con la madre a vivere dai nonni materni. Il nonno, operaio in un biscottificio, era stato tra i fondatori della società di Mutuo Soccorso di Sarzana mentre la nonna gestiva un piccolo negozio di tessuti. All'età di 9 anni era stato testimone, seppur bambino, dei Fatti di Sarzana.
Per 20 anni, dal 1923 al 1943, fece il barbiere, e nel 1932 si iscrisse al PCI, diventando responsabile del gruppo giovanile di Sarzana e seguendo le direttive del partito sul lavoro legale, si infiltrò nel Dopolavoro fascista, riuscendo a suscitare dei contrasti tra il vertice e la base.
Nel 1937 venne arrestato, insieme ad altri 60 antifascisti, e condannato a 4 anni di carcere che, nel 1940, vengono condonati e venne sottoposto ad un altro anno e mezzo di libertà vigilata. Durante il processo davanti al Tribunale Speciale, a Roma, fece pubblica dichiarazione di fede comunista.
Il 25 luglio 1943, con Barontini e ad altri, organizzò una manifestazione a Sarzana per la caduta del fascismo e il 9 settembre, vista l'inutilità dei tentativi di resistenza contro i tedeschi, si rifugiò sui monti per organizzare la lotta partigiana (nome di battaglia "Andrea”).
Diventò Commissario Politico prima del distaccamento e poi del comando sito a Canepari (nel comune di Fosdinovo) della Brigata Garibaldi "Ugo Muccini" dal 9 settembre 1943 al 14 dicembre 1944, quando venne catturato dalle brigate nere. Ferito gravemente, venne rinchiuso per 4 mesi presso il XXI fanteria di La Spezia. Qui, seppure privo di cure, sfuggì fortunosamente alla morte.
Partecipò alla liberazione di Sarzana e assunse la carica di assessore nella Giunta della Liberazione presieduta da Anelito Barontini.
Il 4 aprile 1946 venne eletto sindaco di Sarzana, carica che ricoprì per 25 anni fino al 19 maggio 1971 (il più lungo periodo consecutivo registrato); nomina grazie alla quale guidò la ricostruzione e lo sviluppo del comune. Negli anni successivi aderì all'ANPI, del quale fu il presidente della sede locale, e all'ANPPIA, divenendone consigliere.
Il 3 giugno 2010 Paolino Ranieri morì all'età di 98 anni.
Il figlio Andrea Ranieri è stato senatore per i DS dal 2006 al 2008.